# 공간 사축 메르카토르 도법

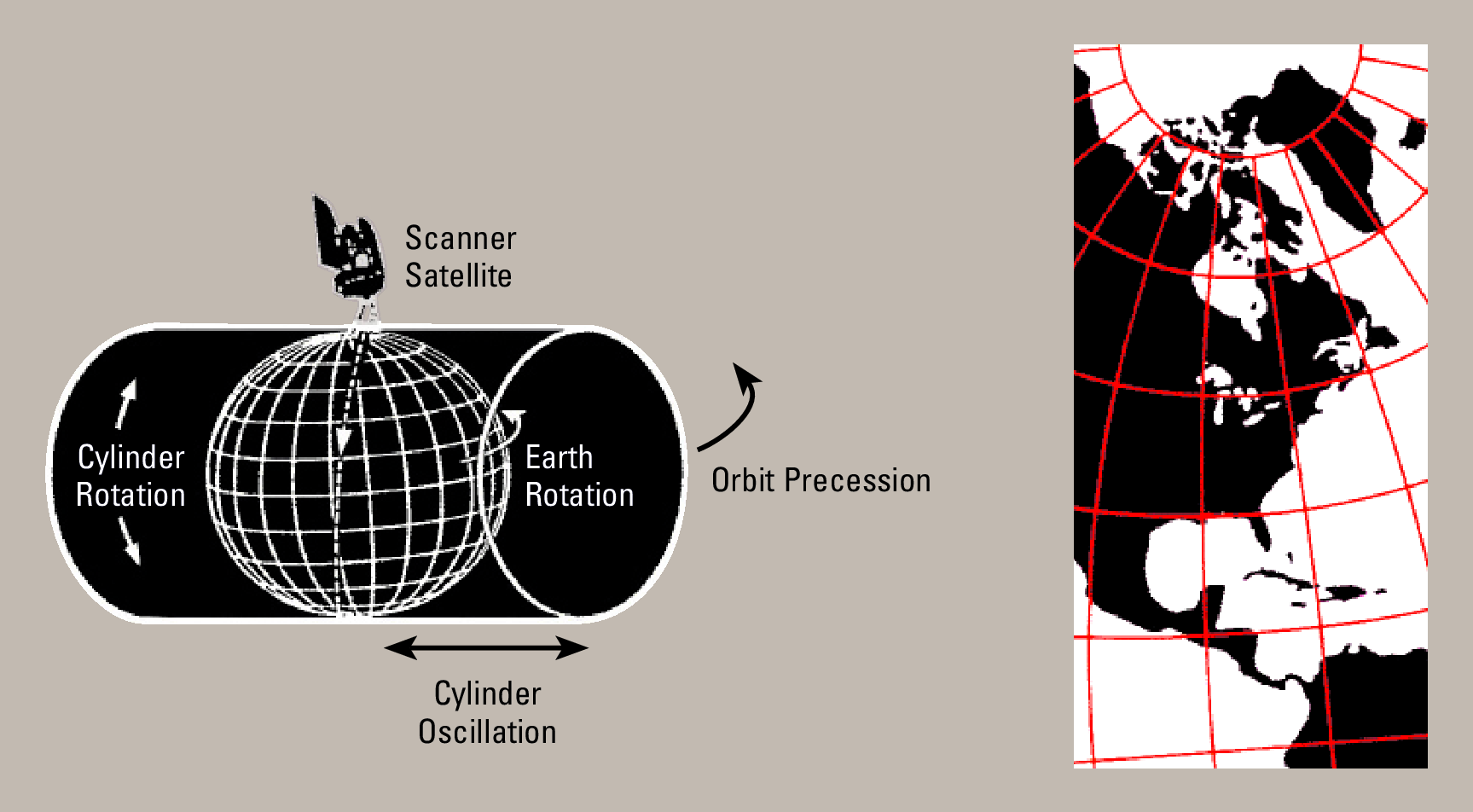
공간 사축 메르카토르 도법.

공간 사축 메르카토르 도법(空間斜軸-圖法, oblique Mercator projection)은 지구를 조사하는 인공위성 데이터를 가지고 지도를 만드는 데 사용하기 위해 1970년대에 고안된 지도 투영법이다. 이것은 특정 인공위성 지상 궤적의 시간적 변화를 통합하여 지도에서의 표현을 최적화하는 사축 메르카토르 도법의 일반화이다. 반면에 사축 메르카토르 도법은 주어진 측지선에 대해 최적화한다.

## 역사
공간 사축 메르카토르 도법(SOM)은 1976년에 존 P. 스나이더, 올든 파트리지 콜보코레세스, 존 L. 정킨스에 의해 개발되었다. 스나이더는 어린 시절부터 지도에 관심을 가졌다. 그는 휴가 중에도 정기적으로 지도학 학회에 참석했다. 1972년, 미국 지질조사국(USGS)은 타원 모양의 지구를 촬영한 인공위성 사진을 평면에 인쇄할 때 발생하는 왜곡을 줄이는 시스템을 개발해야 했다. 콜보코레세스는 USGS 국립 지도 작성 프로그램의 책임자로서 1976년 측지 과학 학회 참석자들에게 투영 문제 해결에 도움을 요청했다. 스나이더는 새로 구매한 포켓 계산기로 이 문제를 연구하여 문제 해결에 필요한 수학적 공식을 고안했다. 그는 자신의 계산 결과를 왈도 토블러에게 검토받은 후 무료로 USGS에 제출했다. 그의 작업에 감탄한 USGS 관계자들은 스나이더에게 일자리를 제안했고, 그는 즉시 수락했다. 그의 공식은 1978년 여름에 발사된 랜드샛 4의 지도 제작에 사용되었다.

## 투영 설명
공간 사축 메르카토르 도법은 인공위성이 감지하는 띠를 지속적이고 거의 등각 사상적으로 매핑한다. 축척은 지상 궤적을 따라 정확하며, 위성의 일반적인 감지 범위 내에서 0.01%의 오차를 보인다. 등각성은 감지 범위에 대해 수백만 분의 몇 정도 정확하다. 왜곡은 지상 궤적에 평행하고 일정한 거리에 있는 선을 따라 거의 일정하다. 공간 사축 메르카토르 도법은 지구의 자전을 고려하는 유일한 투영법이다.

## 방정식
구체에 대한 공간 사축 메르카토르 도법의 순방향 방정식은 다음과 같다.
{\displaystyle {\begin{aligned}{\frac {x}{R}}&=\int _{0}^{\lambda '}{\frac {H-S^{2}}{\sqrt {1+S^{2}}}}d\lambda '-{\frac {S}{\sqrt {1+S^{2}}}}\ln \tan \left({\frac {\pi }{4}}+{\frac {\varphi '}{2}}\right)\\{\frac {y}{R}}&=\left(H+1\right)\int _{0}^{\lambda '}{\frac {S}{\sqrt {1+S^{2}}}}d\lambda '+{\frac {1}{\sqrt {1+S^{2}}}}\ln \tan \left({\frac {\pi }{4}}+{\frac {\varphi '}{2}}\right)\\S&={\tfrac {P_{2}}{P_{1}}}\sin i\cos \lambda '\\H&=1-{\tfrac {P_{2}}{P_{1}}}\cos i\\\tan \lambda '&=\cos i\tan \lambda _{t}+{\frac {\sin i\tan \varphi }{\cos \lambda _{t}}}\\\sin \varphi '&=\cos i\sin \varphi -\sin i\cos \varphi \sin \lambda _{t}\\\lambda _{t}&=\lambda +{\tfrac {P_{2}}{P_{1}}}\lambda '.\\\varphi &={\text{geodetic (or geographic) latitude.}}\\\lambda &={\text{geodetic (or geographic) longitude.}}\\P_{2}&={\text{time required for revolution of satellite.}}\\P_{1}&={\text{length of Earth rotation.}}\\i&={\text{angle of inclination.}}\\R&={\text{radius of Earth.}}\\x,y&={\text{rectangular map coordinates.}}\end{aligned}}}